# Il Postino
Il Postino (en Argentina, México y Rep. Dominicana titulada El cartero; y en España y resto de Hispanoamérica El cartero (y Pablo Neruda)) es una película italiana de 1994 dirigida por el director inglés Michael Radford y con las actuaciones de Philippe Noiret, Massimo Troisi y Maria Grazia Cucinotta. Es una adaptación de la novela Ardiente paciencia, del escritor chileno Antonio Skármeta, quien ya había llevado él mismo la novela al cine en 1983 con el mismo título.
En la novela y en la película original Neruda se encuentra en la localidad chilena de Isla Negra alrededor de la década de 1970, sin embargo, Il Postino traslada la acción a la isla de Salina (Italia) durante los años 50.
La película fue galardonada con más de 25 premios internacionales, incluyendo el Premio David di Donatello al mejor montaje (1994), Premios BAFTA a la mejor película de habla no inglesa, mejor dirección y mejor música (1995), Premio Cóndor de Plata a la mejor película extranjera. Recibió cinco nominaciones al Óscar  incluyendo a Mejor película convirtiéndola en la quinta película de habla no inglesa (y la primera película italiana)  en conseguir dicha nominación,  desde que la película sueca Gritos y susurros lo hiciera por última vez en 1973,  pero solamente ganaría una estatuilla en la categoría de mejor banda sonora.
El escritor y protagonista Massimo Troisi pospuso una cirugía cardíaca para poder terminar la filmación. El día después de que la misma fuera terminada, sufrió un ataque cardíaco que le causó la muerte. Fue nominado póstumamente al Oscar al mejor actor.
El compositor mexicano Daniel Catán ha escrito una ópera basada en la obra.

## Argumento
En 1950, Pablo Neruda, el famoso poeta chileno, es exiliado a una pequeña isla de Italia por motivos políticos. Su esposa lo acompaña. En la isla, un local, Mario Ruoppolo, no está satisfecho con ser pescador como su padre. Mario busca otro trabajo y es contratado como cartero temporal, con Neruda como su único cliente. Utiliza su bicicleta para entregar personalmente el correo de Neruda. (La isla parece no tener coches). Aunque tiene poca educación, el cartero finalmente se hace amigo de Neruda y queda aún más influenciado por las opiniones políticas y la poesía de Neruda.
Mientras tanto, Mario se enamora de una bella joven, Beatrice Russo, que trabaja en el café del pueblo de su tía. Es tímido con ella, pero solicita la ayuda de Neruda. Mario pregunta constantemente a Neruda si determinadas metáforas que utiliza son adecuadas para sus poemas. Mario puede comunicarse mejor con Beatrice y expresar su amor a través de la poesía. A pesar de la fuerte desaprobación de la tía hacia Mario, debido a su poesía sensual (que resulta en gran parte robada a Neruda), Beatriz responde favorablemente.
Los dos están casados. El cura se niega a permitir que Mario tenga a Neruda como su padrino por motivos políticos; sin embargo, esto pronto se resuelve. Esto se debió a que Di Cosimo era el político que ocupaba el cargo en la zona con los demócratas cristianos. En la boda, Neruda recibe la grata noticia de que ya no existe orden de captura en Chile por lo que regresa a Chile.
Mario escribe una carta pero nunca recibe respuesta. Varios meses después, recibe una carta de Neruda. Sin embargo, para su consternación, en realidad es de su secretaria, pidiéndole a Mario que envíe las viejas pertenencias de Neruda de regreso a Chile. Mientras está allí, Mario se encuentra con un viejo fonógrafo y escucha la canción que escuchó por primera vez cuando conoció a Neruda. Conmovido, graba en un casete todos los bellos sonidos de la isla, incluido el latido del corazón de su hijo que está por nacer.
Cinco años después, Neruda encuentra a Beatriz y a su hijo Pablito (llamado así en honor a Neruda) en la misma antigua posada. Por ella descubre que Mario había sido asesinado antes de que naciera su hijo. Se había programado que Mario recitara un poema que había compuesto en una gran reunión comunista en Nápoles; La manifestación fue disuelta violentamente por la policía. Le entrega a Neruda las grabaciones de sonidos del pueblo que Mario le había hecho. La película termina con Neruda caminando por la playa donde solía hablar con Mario, mostrando al mismo tiempo la reunión comunista en la que mataron a Mario.

## Premios y nominaciones

### Premios Óscar
| Año  | Categoría                  | Persona                                                                         | Resultado |
| ---- | -------------------------- | ------------------------------------------------------------------------------- | --------- |
| 1995 | Mejor película             | Gaetano Danielle Mario Cecchi Gori Vittorio Cecchi Gori                         | Nominada  |
| 1995 | Mejor director             | Michael Radford                                                                 | Nominado  |
| 1995 | Mejor actor                | Massimo Troisi                                                                  | Nominado  |
| 1995 | Mejor guion adaptado       | Anna Pavignano Michael Radford Furio Scarpelli Giacomo Scarpelli Massimo Troisi | Nominados |
| 1995 | Mejor banda sonora - Drama | Luis Bacalov                                                                    | Ganador   |